# 칠량초등학교
칠량초등학교는 대한민국 전라남도 강진군 칠량면 영동리에 있는 공립 초등학교이다.

## 학교 연혁
- 1927년 6월 27일 칠량공립보통학교 개교
- 1938년 4월 1일 교명 변경 (칠량공립심상소학교)
- 1941년 4월 1일 교명 변경 (칠량공립국민학교)
- 1950년 4월 1일 칠량국민학교로 개칭
- 1981년 3월 1일 병설유치원 개원
- 1996년 3월 1일 칠량초등학교로 개칭
- 1999년 3월 1일 송로분교장 폐교
- 1999년 9월 1일 칠량동초등학교 폐교
- 2010년 3월 1일 특수학급 개설
- 2021년 2월 5일 제94회 졸업 13명 졸업(졸업생 7,230명)
- 2021년 3월 1일 제30대 김형 교장 부임
- 2022년 2월 15일 제95회 5명 졸업(7235명)

## 참고 자료
- 칠량초등학교 - 한국교육학술정보원 학교알리미